# 高橋高望
高橋 高望（たかはし たかもち、1930年9月26日 - 1981年1月30日）は、日本の政治家。民社党所属衆議院議員（3期）。民社党神奈川県連副会長。

## 経歴
1930年、東京府北豊島郡岩淵町（現在の東京都北区岩淵町）生まれ。1943年、東京府東京市王子赤羽国民学校（現在の東京都北区立赤羽小学校）卒業後、陸軍幼年学校に進学。東京都立第九中学校（現在の東京都立北園高等学校）を経て、1955年、慶應義塾大学文学部卒業。大学卒業後、啓愛社に入社。1958年、啓愛社製作所を設立し、社長に就任。1973年、民社党入党。1974年、第10回参議院議員通常選挙神奈川県選挙区に民社党から立候補し、落選。1976年、第34回衆議院議員総選挙神奈川4区から民社党から立候補し、初当選。以後3期務める。
衆議院議員在職中の1981年1月29日、体調不良を訴えて慶応病院に入院。その翌日となる同月30日に死去した。50歳没。同年2月3日、特旨を以て位記を追賜され、死没日付をもって正五位勲三等に叙され、瑞宝章を追贈された。追悼演説は同年2月26日、衆議院本会議で佐藤一郎により行われた。
その後、後継候補となった田中慶秋が1983年の第37回衆議院議員総選挙で当選している。

## 家族
- 父 - 精一郎（日本ミネチュアベアリング創業者）
- 兄 - 高見（元ミネベア会長）